# Puzzle (album)
Albums de Biffy Clyro
Infinity Land
(2004) Singles 2001-2005
(2008)
Singles
1. Semi-Mental
Sortie : 25 décembre 2006
2. Saturday Superhouse
Sortie : 5 mars 2007
3. Living is a Problem Because Everything Dies
Sortie : 14 mai 2007
4. Folding Stars
Sortie : 16 juillet 2007
5. Machines
Sortie : 8 octobre 2007
6. Who's Got A Match?
Sortie : 4 février 2008

Puzzle est le quatrième album studio du groupe écossais de rock alternatif Biffy Clyro, publié le 4 juin 2007, par 14th Floor Records pour le Royaume-Uni et Roadrunner Records pour les États-Unis.

## Enregistrement
L'album est enregistré de septembre à novembre 2006 au Warehouse Studio de Vancouver et aux Farm Studios de Gibsons (Colombie-Britannique) et est produit par Garth Richardson, conçu par Mike Fraser, mixé par Andy Wallace à New York, puis remastérisé par Howie Weinberg à Masterdisk. Le groupe déclare ensuite qu'ils avaient le choix parmi quarante pistes et qu'ils avaient eu l'aide du compositeur Graeme Revell et du Seattle Symphony Orchestra pendant l'enregistrement.

## Parution et accueil
C'est le premier album depuis le départ de chez Beggars Banquet Records, bien que le logo du label apparaisse encore sur le dessin de la couverture. Six singles en sont extraits  : Semi-Mental, Saturday Superhouse, Living is a Problem Because Everything Dies, Folding Stars, Machines et Who's Got A Match?.

### Accueil critique
Il est acclamé par la critique, recevant mêmes plusieurs notes parfaites et est notamment élu meilleur album de 2007 par Kerrang! et Rock Sound.

### Succès commercial
Il atteint la 2e place des charts albums au Royaume-Uni et la 17e en Irlande. Il est disque de platine au Royaume-Uni avec plus de 300 000 exemplaires vendus.
| Classement                                 | Meilleure position |
| ------------------------------------------ | ------------------ |
| Royaume-Uni (UK Albums Chart)              | 2                  |
| Irlande (Irish Recorded Music Association) | 17                 |

## Caractéristiques artistiques

### Analyse musicale
Cet album est remarquable pour ses chansons structurellement un peu plus simples et un son plus mélodieux que les précédents albums, tout en conservant certains éléments plus insolites.

### Pochette
Les pochettes de l'album et de ses singles sont faites par Storm Thorgerson. Il est possible qu'elles se réfèrent à la chanson Glitter and Trauma, qui comprend la phrase « votre peau se brisera en morceaux de viande pour puzzle ».

## Liste des chansons
Toutes les paroles sont écrites par Simon Neil, toute la musique est composée par Biffy Clyro.
| No  | Titre                                       | Durée |
| --- | ------------------------------------------- | ----- |
| 1.  | Living Is a Problem Because Everything Dies | 5:18  |
| 2.  | Saturday Superhouse                         | 3:19  |
| 3.  | Who's Got A Match?                          | 2:23  |
| 4.  | As Dust Dances                              | 4:34  |
| 5.  | A Whole Child Ago                           | 3:07  |
| 6.  | The Conversation Is...                      | 3:40  |
| 7.  | Now I'm Everyone                            | 3:50  |
| 8.  | Semi-Mental                                 | 3:22  |
| 9.  | Love Has a Diameter                         | 3:53  |
| 10. | Get Fucked Stud                             | 3:37  |
| 11. | Folding Stars                               | 4:15  |
| 12. | 9/15ths                                     | 2:46  |
| 13. | Machines                                    | 3:56  |